# Salvatore Bartolotta
Salvatore Bartolotta (Castrofilippo, 3 marzo 1935 – Palermo, 29 luglio 1983) è stato un carabiniere italiano, assassinato dalla mafia.

## Biografia
L’appuntato dei carabinieri, Salvatore Bartolotta nasce a Castrofilippo il 3 marzo del 1935 da Salvatore Bartolotta e Filomena Lo Bue. Raggiunta la maggiore età manifestò la sua intenzione di arruolarsi nell'Arma dei Carabinieri e dopo un breve iter che lo portò a svolgere il suo servizio nelle città di Caltanissetta e Cefalù, venne assegnato definitivamente al Nucleo Investigativo presso la Caserma Carini di Palermo
Fu allora - erano i primi anni settanta - che, in una Palermo che iniziava a confrontarsi con il problema dell'aggressione militare della mafia, conobbe per motivi di lavoro Rocco Chinnici, allora giovane giudice dell'Ufficio Istruzione del Tribunale di Palermo. E fu proprio a fianco del magistrato, tra il '71 e il '73 che iniziò il servizio di scorta a personalità civili. Tra i due nacque anche un rapporto di amicizia profonda che durò anche dopo la cessazione delle esigenze di protezione del giudice. Grazie certamente a questa amicizia ed alla reciproca stima professionale, quando, alla fine degli anni settanta, Chinnici fu nuovamente sottoposto a misure di protezione, la richiesta dall'appuntato Bartolotta di tornare a scortare il giudice si incontrò con l'istanza di quest’ultimo, che lo indicava come il più adatto ad assolvere il delicato e rischioso compito di Agente di Tutela
La vita dell’appuntato castrofilippese viene spezzata tragicamente da un attentato mafioso teso proprio a Chinnici il 29 luglio 1983. Un’autobomba in via Federico Pipitone a Palermo, strada dove abitava il magistrato, recide anche l’esistenza del maresciallo Mario Trapassi, che con Bartolotta faceva da scorta a Chinnici. Nella strage rimase ucciso inoltre Stefano Li Sacchi, il portiere dello stabile in cui risiedeva il giudice. All’appuntato Bartolotta viene riconosciuta la medaglia d’oro al valore civile con D.P.R. del 31/08/1983.
Bartolotta nella sua carriera era stato anche agente di scorta di un altro illustre componente del pool di Chinnici: Paolo Borsellino. Anche con quest’ultimo e la sua famiglia l’appuntato aveva intessuto legami fraterni, forse per via della comune origine castrofilippese e la passione per la caccia.
L’appuntato Salvatore Bartolotta nella sua vita professionale si era distinto particolarmente in varie operazioni. A lui erano stati conferiti due encomi solenni: il primo, nel 1958 dopo un conflitto a fuoco e una colluttazione con un delinquente “di grossa taglia”; il secondo encomio, nel 1967, gli fu conferito dal Generale Carlo Alberto Dalla Chiesa dopo essersi distinto nelle indagini che portarono all’identificazione e all’arresto dei due autori di un efferato omicidio
Quel tragico 29 luglio del 1983, l’appuntato Salvatore Bartolotta lasciava una moglie e cinque figli.
Dopo un lungo e tortuoso iter giudiziario, per quella strage sono stati condannati definitivamente all’ergastolo 13 boss, tra i quali Salvatore Riina e Bernardo Provenzano. Inoltre sono stati inflitti 18 anni di reclusione a Giovan Battista Ferrante, 16 anni a Giovanni Brusca e 15 a Francesco Paolo Anzelmo.

## Riconoscimenti
Alla sua memoria è intitolata, dal 27 aprile 2015, la Caserma sede del Comando Stazione Carabinieri di Palermo Uditore (PA).